# تپه فارسیان
تپه فارسیان در الوند، مرکز شهرستان البرز در استان قزوین مربوط به دوره ساسانیان - دوران‌های تاریخی پس از اسلام است و در الوند، جنوب شرقی شهر واقع شده و این اثر در تاریخ ۲۵ اسفند ۱۳۷۹ با شمارهٔ ثبت ۳۱۵۲ به‌عنوان یکی از آثار ملی ایران به ثبت رسیده است.